# Garbe (Landschaft)

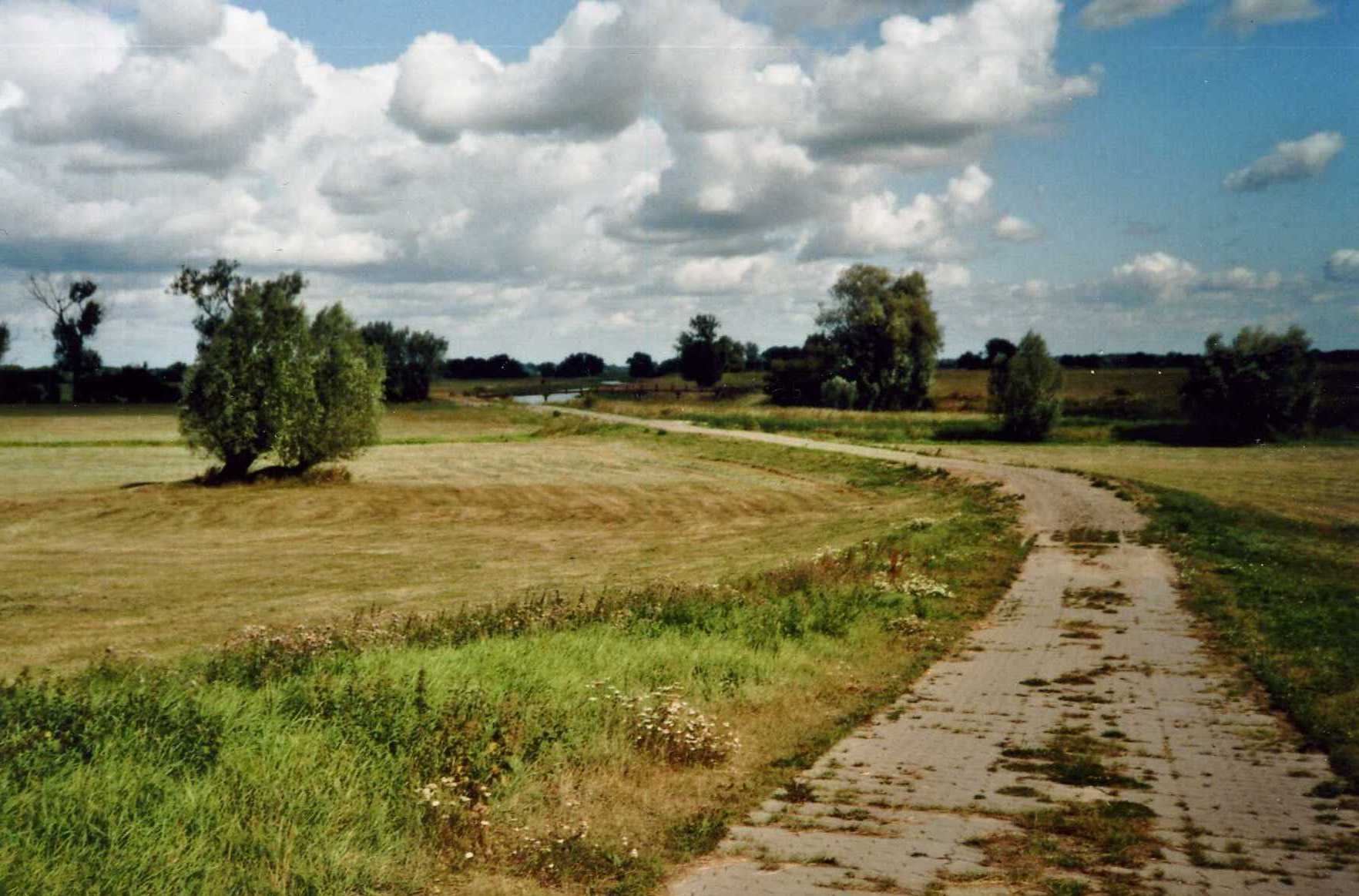
Die Garbe in der nördlichen Altmark

Die Garbe ist eine Landschaft in der Altmark im äußersten Norden Sachsen-Anhalts. Sie bildet den nördlichsten Teil der Wische.

## Geografie
Die Garbe ist eine etwa 20 Meter über NHN liegende Landzunge zwischen Elbe und Aland nordöstlich von Aulosen. Sie gehört zur Gemeinde Aland in der Verbandsgemeinde Seehausen (Altmark) und ist durch Grünland geprägt. Ein großer Teil der Landschaft gehört zum Naturschutzgebiet Aland-Elbe-Niederung. Das knapp 200 Hektar große Gebiet „Hohe Garbe“ weist einen der größten verbliebenen Hartholzauwälder an der unteren Mittelelbe auf. Ein Projekt des BUND sieht vor, die Hohe Garbe als Teil des Grünen Bandes an wechselnde Wasserstände der Elbe anzuschließen und somit als Lebensraum für Schwarzstörche, Seeadler und Fischotter zu erhalten.
In der Garbe bestand seit Mitte des 19. Jahrhunderts eine Fasanerie, die von Förster Friedrich Reuter angelegt worden war. Vertreter des preußischen Königshauses und späteren deutschen Kaiserhauses beteiligten sich wiederholt an dortigen Jagden. Einmal im Oktober 1871 nahm Kaiser Wilhelm I. an der Jagd teil im Gefolge von Carl von Preußen, Friedrich Karl von Preußen, Otto von Bismarck und weiteren Personen.

## Geschichte
Im Jahre 1902 schrieb Wilhelm Zahn: „Die Garbe ist ein ansehnliches, auf drei Seiten von der Elbe umflossenes Waldrevier, welches die äußerste Nordspitze der Altmark bildet. Als am 11. Juli 1319 der Markgraf Woldemar in Tangermünde dem Kloster Amelungsborn Aulosen mit Zubehör übereignete, wird unter den Wäldern Gharive genannt. Als am 12. August 1405 Paridam von Plote (Plate) denen von Jagow einen rechten Burgfrieden dem Hause Owlosen (Aulosen) und dem zugehörigen Gerichtsbezirke gelobt, wird auch die Veltmarke to der Charwe genannt. Aus der Bezeichnung Feldmark könnte man vielleicht auf eine hier ehemals vorhandene wendische Siedlung schließen. Doch sind Spuren einer solchen nirgends bemerkbar.“
Weiter schrieb er: „In der noch heute der Familie von Jagow gehörenden Garbe liegt ein zu Stresow gehöriges Forsthaus“. Das Forsthaus Garbe gehörte jedoch zum Gutsbezirk Groß Aulosen.
Johann Ernst Fabri berichtete 1796, dass die Garbedörfer Groß Aulosen und Klein Aulosen das Recht hatten ihr Vieh auf der Garbe zu weiden.